# Eucereon arenosa
Eucereon arenosa är en fjärilsart som beskrevs av Butler 1877. Eucereon arenosa ingår i släktet Eucereon och familjen björnspinnare. Inga underarter finns listade i Catalogue of Life.